# Morski Hird
Morski Hird (nor. Hirdmarinen) – ochotnicza morska sekcja młodzieżowa Hird, organizacji podległej partii Nasjonal Samling, istniejąca podczas II wojny światowej w Norwegii
Hirdmarinen powstało na początku 1942 r.. Miało swoją przybudówkę dziecięcą pod nazwą Unghirdmarinen, utworzoną 5 marca. Szkoliło młodych Norwegów w umiejętnościach żeglarskich i morskich. Dostarczało też ochotników do Kriegsmarine. Na jego czele stał løytnant Bertel Bruun (do 17 listopada 1943 r.), a następnie Hirdmarinefører Thorleif Fjeldstad (do końca wojny).